# République populaire socialiste d'Albanie
1944–1991
Entités précédentes :
- Royaume d'Albanie sous occupation allemande

Entités suivantes :
- République d'Albanie

L'Albanie socialiste ou Albanie communiste était le régime politique en vigueur en Albanie après la Seconde Guerre mondiale, jusqu'à la chute des régimes communistes en Europe. Fondée en 1944 sous le nom de gouvernement démocratique d'Albanie, alors gouvernement provisoire, elle est rebaptisée république populaire d'Albanie (Republika Popullore e Shqipërisë) en 1946 avant d'adopter son nom définitif de république populaire socialiste d'Albanie (Republika Popullore Socialiste e Shqipërisë) en 1976. Faisant partie des régimes dits de « démocratie populaire », l'Albanie resta alignée sur l'URSS jusqu'en 1960, date à laquelle elle préféra s'aligner sur la république populaire de Chine, quittant alors le bloc de l'Est. Le parti unique était le Parti du travail d'Albanie, dirigé par Enver Hoxha jusqu'à sa mort en 1985. La république populaire d'Albanie avait pour particularité d'être le dernier régime à être resté officiellement stalinien en Europe, après 1956.

## Histoire

### Fondation du régime
À l'automne 1944, avec le retrait des troupes allemandes du Royaume d'Albanie, le Mouvement de libération nationale, dirigé par le Parti communiste d'Albanie et fortement soutenu par les Partisans yougoslaves de Tito, prend le contrôle du pays, éliminant progressivement ses adversaires politiques comme les nationalistes du Balli Kombëtar. Enver Hoxha, secrétaire du Parti, forme un gouvernement provisoire, le « gouvernement démocratique d'Albanie ».
En janvier 1945, Koçi Xoxe, responsable du ministère de l'Intérieur, institue une « Cour spéciale du peuple » qui multiplie aussitôt les procès contre les collaborateurs réels ou supposés, et plus globalement l'élite albanaise d'avant-guerre. Plusieurs milliers de personnes sont exécutées (au total, environ 6 000 personnes auraient été exécutées entre 1944 et 1991 selon l'Institut des études sur les crimes communistes). Une série de mesures sont prises contre les entreprises privées, dont les dirigeants sont décrétés « profiteurs de guerre ». Les biens de leurs dirigeants sont confisqués, tandis que les industries et les transports sont nationalisés. Le nouveau régime communiste doit gérer les rivalités entre les différentes ethnies albanaises, notamment les Guègues et les Tosques. Les communistes albanais sont également sous la forte influence du Parti communiste de Yougoslavie, dont la proximité et le poids militaire ont assuré leur victoire : en janvier 1945, conformément aux accords pris en temps de guerre, le gouvernement albanais accepte officiellement le retour du Kosovo, peuplé majoritairement d'Albanais et annexé du temps de l'occupation italienne, au sein de la Yougoslavie.
L'Albanie est alors une nation fortement rurale et dès l'été 1945, une réforme agraire est mise en place, entraînant l'expropriation d'une centaine de grands domaines au profit des travailleurs agricoles. Les biens ecclésiastiques sont nationalisés. Entre la fin 1945 et le début 1946, Hoxha et Xoxe organisent la purge des éléments modérés du parti au même titre que celle de nombreux chrétiens comme Mgr Vinçens Prenushi et ses compagnons reconnus comme martyrs par l'Église catholique. Le 2 décembre 1945, des élections sont organisées, le Parti communiste présentant une liste unique sous l'appellation de Front démocratique (nouveau nom du Mouvement de libération nationale) et remportant 93,2 % des suffrages. Le 10 janvier 1946, l'Assemblée constituante proclame officiellement l'abolition de la monarchie et la mise en place de la république populaire d'Albanie. Omer Nishani, en tant que  président du présidium de l'Assemblée populaire, exerce la fonction honorifique de chef de l'État, mais le pouvoir est exercé par Enver Hoxha en tant que chef de gouvernement et chef du parti.

### Position de l'Albanie communiste en Europe
L'Albanie est alors dans les faits un allié de la Yougoslavie de Tito. Le 9 juillet 1946, un traité d'amitié et d'assistance mutuelle est signé entre la Yougoslavie et l'Albanie, suivi le 27 novembre de la même année par un traité économique : des sociétés mixtes, comme une banque albano-yougoslave, sont créées, et l'Albanie bénéficie de l'aide financière et logistique du régime yougoslave. En avril 1947, les Yougoslaves suggèrent la formation d'une commission de coordination des plans économiques à l'échelle des deux pays, visant à l'intégration économique des deux pays : la faction d'Enver Hoxha y est opposée, conduisant à des premières tensions entre les deux pays. À la conférence de création du Kominform en septembre 1947, le Parti communiste d'Albanie n'est même pas invité, étant représenté par le Parti communiste de Yougoslavie.
Dans les années de l'immédiat après-guerre, le régime albanais est parcouru de tensions : en 1946 et 1947, les « pro-Occidentaux », partisans d'une ouverture à l'ouest, sont éliminés. Une lutte se développe également entre la tendance d'Enver Hoxha et celle de Koçi Xoxe, proche du régime yougoslave et fort de son rôle de chef de la police secrète. Fin février-début mars 1948, Hoxha doit subir les attaques de pro-Yougoslaves au VIIIe plenum du Comité central du Parti ; il sauve sa place, mais des anti-Yougoslaves comme Mehmet Shehu sont destitués. La tendance de Xoxe semble l'emporter ; mais Hoxha parvient dans les mois suivants à faire rejeter son projet de pétition visant à faire admettre l'Albanie au nombre des républiques fédérées yougoslaves. En mai 1948, Hoxha ne se rend pas à l'anniversaire de Tito. Fin juin 1948 a lieu la rupture Tito-Staline : dès le 1er juillet, l'Albanie dénonce tous ses accords économiques avec la Yougoslavie. En septembre, l'Albanie conclut un traité économique avec l'URSS. Dans le même temps, le comité central réhabilite Shehu et les anti-Yougoslaves, tout en condamnant Xoxe : le 3 octobre, ce dernier perd son poste au gouvernement, tandis que les éléments « titistes » sont progressivement éliminés. En novembre 1948, au congrès du parti, rebaptisé Parti du travail d'Albanie, Hoxha consolide son pouvoir en prenant le poste nouvellement créé de Premier secrétaire.
Le régime communiste albanais parvient, par ailleurs, à éradiquer au début des années 1950 les derniers restes de guérilla anti-communiste ; il résiste également aux tentatives de coups d'État extérieure, comme le Projet Valuable, infiltration de commandos d'exilés albanais entraînés par le Royaume-Uni ou les États-Unis ; les opérations seront déjouées grâce au service de renseignement albanais, le Sigurimi.
La république populaire d'Albanie, son régime politique stabilisé, s'emploie à moderniser le pays par une politique d'industrialisation et d'agriculture intensive. De grands ouvrages, comme une centrale hydro-électrique, sont mis en place avec l'aide soviétique. Le commerce extérieur ne se fait qu'avec les autres pays du bloc de l'Est : l'Albanie, jusque-là très pauvre, connaît une période de fort accroissement de la production. Sur le plan intérieur, une lutte est entreprise contre les croyances religieuses et contre les esprits de clans, afin d'unir les tribus albanaises sous la seule bannière communiste. La jeunesse est fortement endoctrinée, le fort développement de l'instruction publique faisant partie des outils de propagande. Enver Hoxha cède en 1954 son poste de président du Conseil des ministres à son numéro deux Mehmet Shehu, mais demeure le chef du régime en tant que premier secrétaire et idéologue officiel du Parti.
En 1954, l'Albanie effectue son premier rapprochement avec la république populaire de Chine, en signant avec elle un accord de coopération culturelle et scientifique. En 1955, elle devient membre du Pacte de Varsovie. En 1956, Enver Hoxha s'inquiète de la déstalinisation : tout en suivant officiellement la ligne soviétique et approuvant la réconciliation avec la Yougoslavie (sans pour autant réhabiliter Xoxe) ainsi que la répression de l'insurrection de Budapest, il élimine progressivement du parti des éléments les plus pro-soviétiques, se débarrassant de toute personne susceptible de lui succéder à la faveur des réformes en cours au sein du bloc de l'Est. En juin 1960, lors d'un congrès du Parti communiste roumain et en pleine période de rupture sino-soviétique, Enver Hoxha refuse de condamner la Chine et attaque au contraire les « révisionnistes » soviétiques et yougoslaves. L'Albanie prend le chemin inverse de la déstalinisation et s'éloigne de l'URSS pour se rapprocher de la Chine, dont elle constitue le principal allié européen.

### Politique de fermeture
Privée du soutien économique des Soviétiques, l'Albanie bénéficie désormais de celui des Chinois, qui fournissent une aide financière et des conseillers techniques. L'économie du pays souffre cependant du retrait de l'aide soviétique. Bien qu'officiellement toujours membre du pacte de Varsovie et du Comecon, l'Albanie n'y participe plus et n'a plus de relations diplomatiques avec l'URSS, qui a rappelé son personnel diplomatique. Bien que se réjouissant de la chute de Nikita Khrouchtchev, Enver Hoxha ne montre pas plus d'ouverture avec les successeurs de ce dernier. En 1964, le bâtiment vide de l'ambassade soviétique est réquisitionné. L'Albanie est couverte de bunkers, mis au point dans les années 1950 et censés protéger le pays d'invasions extérieures. Environ 170 000 bunkers sont construits jusque dans les années 1980.
L'Albanie est alors la dictature la plus sévère d'Europe avec plus de 5 500 exécutions, 34 000 personnes détenues dans des camps de travail ou des villages d’internement, et près de 14 000 exils (l’émigration était interdite et les frontières étroitement surveillées) pour une population d'après-guerre de 1 million d'habitants (et de plus de 3 millions en 1990). Le gouvernement met aussi en œuvre des réformes visant à la modernisation économique et obtient des résultats importants en matière d'industrialisation, de développement de l'agriculture, de l'éducation, des arts et de la culture, ce qui contribue à une hausse générale du niveau de vie'.

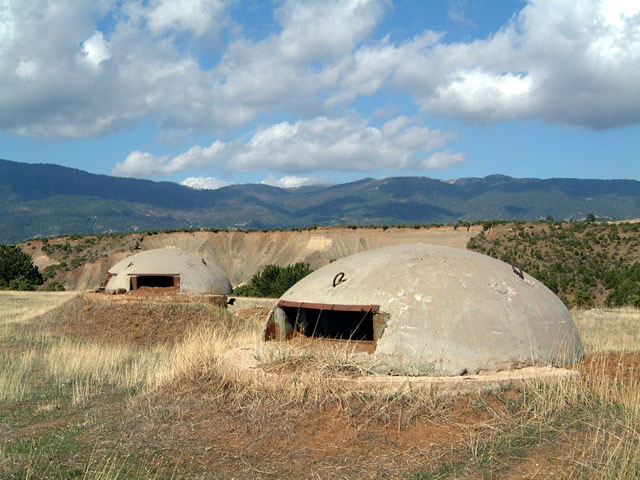
Bunkers albanais.

 Mais dans le même temps, le pays souffre d'importantes lacunes qui entravent son développement, dont une centralisation excessive du pouvoir, une productivité trop faible, ou encore le gaspillage massif d'argent public dans des projets pharaoniques ou dans des entreprises publiques déficitaires. Malgré la propagande officielle de promotion de l'égalité homme-femme, les préjugés touchant les femmes continuent à être tenaces, particulièrement dans le secteur agricole où elles font les tâches les plus pénibles. 
Dans les années 1960, s'inspirant de la révolution culturelle chinoise et désirant lutter contre la bureaucratie, Hoxha abolit les grades militaires dans l'armée où les commissaires politiques sont réintroduits, et supprime plusieurs ministères comme celui de la justice. La politique de collectivisation agricole est radicalisée, le système d'éducation réformé, et les intellectuels sont réprimés. 
Une forte campagne anti-religieuse est également lancée, Enver Hoxha proclamant l'Albanie « premier État athée du monde » en 1967 : des groupes d'étudiants encadrés par le parti sont chargés de militer contre la pratique religieuse et de réquisitionner les lieux de cultes (églises, mosquées); les pratiques cultuelles sont finalement interdites, et le restent jusqu'en 1990. La détention de livres religieux est sévèrement punie. Les lieux de cultes n'ayant pas d'intérêt historique sont détruits, et de nombreux religieux incarcérés, voire exécutés,.  
À la fin 1968, l'Albanie se retire officiellement du pacte de Varsovie et du Comecon.

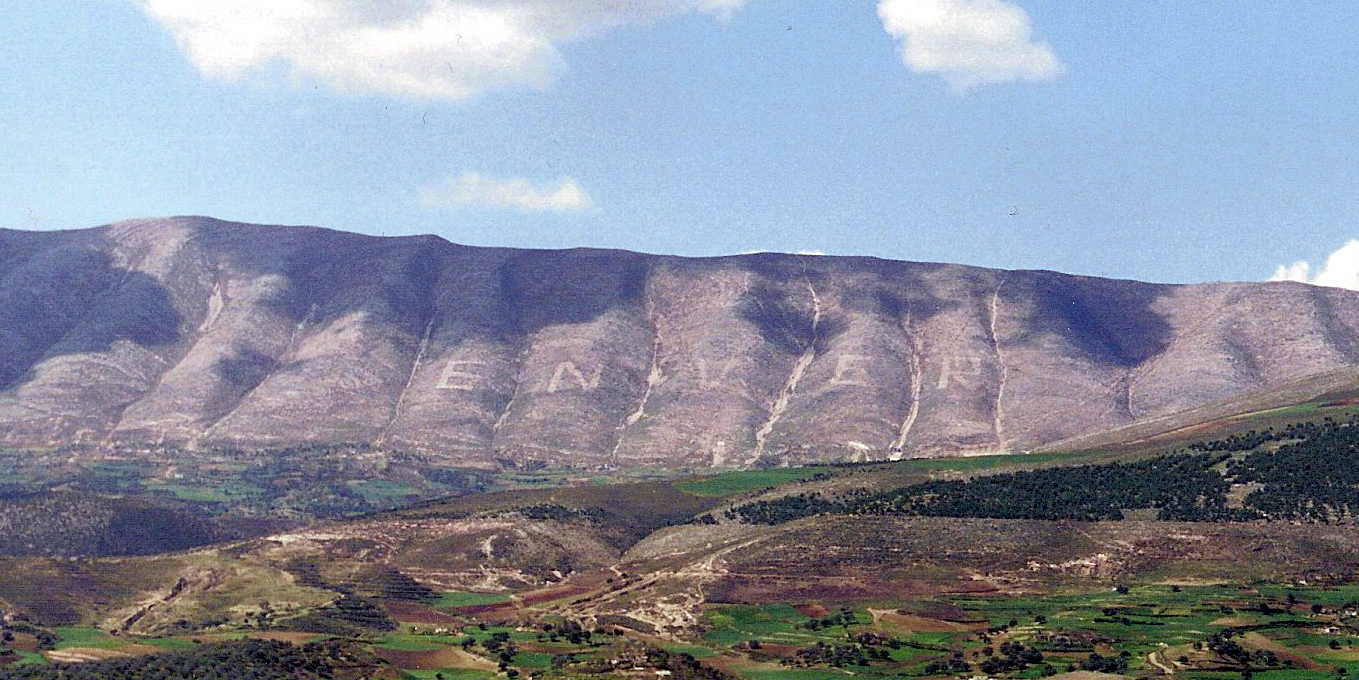
Le nom d'Enver Hoxha, gravé à flanc de montagne. L'inscription a été effacée au napalm en 1995.

Au début des années 1970, cependant, l'alliance avec la Chine montre des signes de stagnation. Les médias albanais s'abstiennent de relater la visite de Richard Nixon en Chine en 1972. L'Albanie tente de compenser le déclin de son alliance en améliorant ses relations diplomatiques avec les pays occidentaux ; elle ignore cependant la conférence de formation de l'Organisation pour la sécurité et la coopération en Europe et ne participe pas à la Conférence d'Helsinki.
En 1976, l'Albanie adopte une nouvelle constitution, changeant le nom officiel du pays en république populaire socialiste d'Albanie. Le rôle dirigeant du Parti du travail est réaffirmé dans la constitution, qui garantit également les libertés d'expression et d'organisation, mais subordonne ces libertés à l'intérêt collectif, donc aux décisions du Parti, aboutissant dans les faits à les nier.
Le régime d'Enver Hoxha prétend poursuivre une révolutionarisation constante de la société inspirée par d'authentiques principes marxistes-léninistes - en opposition avec le révisionnisme allégué soviétique - afin d'abattre les privilèges de classes. En conséquence, les écarts de salaires sont significativement réduits, les grades militaires sont abolis et les travailleurs intellectuels sont contraints, un mois chaque année, d'effectuer un stage auprès des travailleurs manuels.
En 1978, la Chine, ayant renoncé à l'orthodoxie maoïste, rompt avec l'Albanie et lui retire son aide. Le régime d'Enver Hoxha, dépourvu de soutien extérieur, adopte une politique d'« autosuffisance » économique, se traduisant par un net appauvrissement de sa population. Des relations diplomatiques sont maintenues avec l'extérieur, mais le pays apparaît comme le plus fermé d'Europe. En 1981, les relations avec la Yougoslavie se tendent à nouveau avec les émeutes des Albanais du Kosovo.
Enver Hoxha, septuagénaire, choisit Ramiz Alia pour lui succéder à la tête du régime, au détriment du premier ministre Mehmet Shehu. Ce dernier manifestant son opposition, il est éliminé du parti et meurt, officiellement par suicide, le 18 décembre 1981. Accusé post mortem d'avoir été « un agent des services secrets américains, soviétiques, yougoslaves, anglais et italiens », il est enterré à la fosse commune. Enver Hoxha, malade, se détache progressivement des affaires courantes à partir de 1983 tandis que Ramiz Alia, devenu chef de l'État, affermit son autorité et multiplie les contacts diplomatiques. Hoxha meurt le 11 avril 1985 : Alia lui succède comme premier secrétaire du Parti du travail d'Albanie ; Nexhmije Hoxha, veuve d'Enver, prend la tête de l'organisation du Front démocratique, paravent du Parti.

### Chute du régime
Dans les années 1980, les réformes de Mikhaïl Gorbatchev au travers des politiques de la perestroika et de la Glasnost amènent de grands changements au sein du bloc de l'Est. À partir de 1989, les régimes communistes européens tombent tous les uns après les autres. 
L'Albanie semble être le dernier bastion communiste à ignorer les réformes, mais le mécontentement s'accroît dans la population : en décembre 1990, cinq mille albanais fuient le pays à travers la Grèce. Ramiz Alia, conscient de la nécessité d'un changement pacifique, autorise le multipartisme le 11 décembre. Le Parti démocrate d'Albanie est formé le lendemain. Le 20 février 1991, alors que la situation dans tout le pays est instable avec notamment des affrontements armés sanglants qui éclatent dans certaines villes, des dizaines de milliers de manifestants envahissent Tirana où la statue monumentale d'Enver Hoxha est abattue. Le 31 mars 1991, l'Albanie tient ses premières élections libres, où le Parti du travail d'Albanie remporte la majorité. Le 30 avril, Ramiz Alia est élu au poste nouvellement créé de président de la République ; un gouvernement de coalition est formé. Une loi constitutionnelle provisoire est adoptée le 21 mai, supprimant toute référence au « socialisme » : le pays devient la république d'Albanie. En juin, le Parti du travail s'auto-dissout et devient le Parti socialiste d'Albanie.
Cependant, la crise politique se poursuit toujours et, en décembre, les ministres d'opposition quittent le gouvernement. En mars 1992, des élections législatives anticipées sont organisées, qui voient la victoire de l'opposition. Ramiz Alia démissionne de la présidence de la République et le chef de l'opposition Sali Berisha lui succède le 9 avril, devenant le premier président albanais démocratiquement élu. Ramiz Alia et d'autres personnalités de l'ère communiste comme Nexhmije Hoxha sont arrêtés pour corruption quelques mois plus tard.
Les Albanais sont de nos jours partagés sur cet héritage  : 42 % jugent favorablement le gouvernement d'Enver Hoxha et 45 % le jugent négativement selon un sondage réalisé en 2016 par l'OSCE.